# Mølholm Sogn
Mølholm Sogn ist eine Kirchspielsgemeinde (dän.: Sogn) in der Stadt Vejle im südlichen Dänemark. Bis 1970 gehörte sie zur Harde Holmans Herred im damaligen Vejle Amt, danach zur Vejle Kommune im erweiterten Vejle Amt, die im Zuge der  Kommunalreform zum 1. Januar 2007 in der „neuen“  Vejle Kommune in der Region Syddanmark aufgegangen ist.
Von den 61.310 Einwohnern von Vejle  leben 4805 im Kirchspiel Mølholm (Stand:1. Januar 2023). Im Kirchspiel liegt die Kirche „Mølholm Kirke“.
Nachbargemeinden sind im Westen Sankt Nikolaj Sogn  und im Osten Vinding Sogn.